# Windows Aero
Windows Aero – graficzny interfejs użytkownika i standardowa kompozycja pulpitu systemów operacyjnych Windows Vista i 7 wydanego przez firmę Microsoft w dniu 30 stycznia 2007 roku. Aero dzieli się na trzy kompozycje: 
- Aero Glass – posiada m.in.: częściowo przezroczyste okna, nowe przyciski nawigacyjne.
- Aero Standard – połączenie Aero Glass i Aero Basic, używany w Windows Vista Home Basic. Nie posiada przezroczystości, miniaturek na pasku zadań i przełączania pomiędzy oknami.
- Aero Basic – podobny do interfejsu Luna z Windows XP.

AERO jest skrótowcem od angielskiego sloganu Authentic, Energetic, Reflective and Open. Pierwsze wersje interfejsu w jego obecnej postaci pojawiły się w wydaniu 5270 systemu Windows Vista w grudniu 2005.

## Interfejs użytkownika
Interfejs Aero Glass przynosi kilka znaczących różnic w stosunku do Luny z Windows XP oraz stylu klasycznego z wcześniejszych wydań.
Windows Aero Glass zawiera trójwymiarowe efekty: przełączanie się między aplikacjami (Windows Flip 3D, ⊞ Windows+Tab ↹), alternatywa dla klasycznego przełączania Alt+Tab ↹ oraz animacja minimalizacji i maksymalizacji otwartych okien podobna do tej znanej z OS X. Aero Glass dodatkowo sprawia wrażenie gładkości i przezroczystości elementów interfejsu.
Na starszych komputerach, posiadających słabsze karty graficzne i procesory, te efekty nie zostają uaktywnione i system wygląda porównywalnie do poprzednich wersji.
Mimo że zdaniem Microsoftu kompozycja Aero Glass nie jest dostępna w wersji Home Basic systemu Windows Vista, istnieją w Internecie poradniki, jak uzyskać w tej wersji kompozycję. Niektóre z opisanych sposobów mogą naruszać warunki umowy użytkowania systemu z powodu ingerencji w pliki systemowe.
Najważniejsze zmiany:
- nowe kreatory, bez stron początkowych, za to z przyciskami Wstecz i Dalej w lewym górnym rogu
- nowy krój podstawowej czcionki, Segoe UI(inne języki)
- możliwość przełączania aplikacji przez klawisz ⊞ Windows+Tab ↹ z podglądem lub w widoku trójwymiarowym (Flip 3D)
- aktualizowany na żywo pogląd zminimalizowanych okien aplikacji na pasku zadań, uaktywniany po najechaniu wskaźnikiem myszki

### Zmiany w Windows 7
- Pasek zadań i pasek szybkiego uruchamiania zostały połączone.
- Kliknięcie prawym przyciskiem myszy na ikonie paska zadań otwiera tak zwaną jump listę.
- Przezroczystość okien i paska Start, również gdy okno jest zmaksymalizowane.
- Aero Snap – przeciągnięcie okna do krawędzi ekranu powoduje rozciągnięcie go na cały ekran lub jego połowę.
- Aero Shake – minimalizacja wszystkich pozostałych okien za pomocą kliknięcia belki okna i potrząśnięcia[2].
- Aero Peek – oglądanie pulpitu przez przezroczyste, otwarte okna[3].
- Touch UI – ułatwienie korzystania z tabletu.

## Wymagania sprzętowe
W Windows Vista i Windows 7, by uaktywnić najbogatszą wersję interfejsu Aero – Aero Glass – komputer musi być wyposażony w kartę graficzną sprzętowo zgodną z DirectX 9, mającą Pixel Shader 2.0, sterowniki WDDM oraz minimum 128 MB pamięci graficznej. Bez tych elementów uruchomiona zostanie słabsza wersja interfejsu, nazwana Aero Basic.